# Hermann Otto Hoyer
Hermann Otto Hoyer (* 25. Januar 1893 in Bremen; † 30. Mai 1968 in Oberstdorf) war ein deutscher Maler.

## Leben
Hermann Otto Hoyer absolvierte eine Lehre als Glasmaler und schrieb sich 1914 in der Kunstgewerbeschule Dresden ein. Er war Teilnehmer des Ersten Weltkriegs und ging mit dem ersten hanseatischen Infanterieregiment Nr. 75 ins Feld. In der Ersten Marneschlacht 1914 wurde Hoyer verwundet und geriet in eine drei Jahre dauernde französische Kriegsgefangenschaft. Er unternahm vier Fluchtversuche, darunter auch aus einem Straflager in Tunesien, in das er zwischenzeitlich verlegt worden war. Bei der letzten Flucht im Oktober 1917 verlor er den rechten Arm und wurde nach Deutschland ausgetauscht. Noch in seiner letzten Station der Kriegsgefangenschaft erhielt er „durch das Entgegenkommen eines französischen Unterarztes“ Malutensilien, was ihm das Malen ermöglichte.
Aufgrund seiner Kriegsversehrung trainierte er das Malen mit der linken Hand. Von dem Berliner Chirurgen Ferdinand Sauerbruch wurde Hoyer mit einer Sauerbruch-Prothese ausgestattet. An der Münchner Akademie, wo er sich Ende Mai 1919 im Fach Zeichnen immatrikulierte, war er Schüler von Hermann Groeber, Carl von Marr und Franz von Stuck. 
Er war ab 1925 bis zu seinem Tod in Oberstdorf im Allgäu ansässig und trat zum 1. Januar 1931 der NSDAP bei (Mitgliedsnummer 386.683). Er agierte zwischenzeitlich als stellvertretender Ortsgruppenleiter und war Ende April 1933 als „über die Grenzen Oberstdorfs bekannte(r) Kunstmaler“  eines von zehn neuen Gemeinderatsmitgliedern der NSDAP. Er eckte jedoch mehrfach an, so mit der Äußerung, „daß es auch anständige Juden“ gebe, und mit dem Stellen der Vertrauensfrage während einer Parteiversammlung, was als demokratisches Instrument gegen das Führerprinzip verstieß und letztlich auch zu seinem Rückzug von dem Posten als stellvertretender Ortsgruppenleiter führte.
Auf seine Tätigkeit und Reputation als Maler blieb das ohne Auswirkungen. So schuf Hoyer zahlreiche politisch geprägte Gemälde und ab 1940 vorwiegend Bauernmalerei. 1943 wurde ihm der Professorentitel verliehen. Ebenso erhielt er die Goethe-Medaille für Kunst und Wissenschaft.
Nach dem Zweiten Weltkrieg wurde er im Dezember 1948 aufgrund des Gesetzes zur Befreiung von Nationalsozialismus und Militarismus von der Berufungskammer Kempten als Mitläufer im Sinne Kontrollratsdirektive Nr. 38 eingestuft. Ihm wurde zugutegehalten, dass er niemandem geschadet habe, sich 1934 von jedem öffentlichen politischen Wirken zurückzog und sich 1936 kirchlich trauen ließ.

## Werk
Das Ölbild Der SA-Mann wurde 1932 im Braunen Haus, der Parteizentrale der NSDAP in München, aufgestellt. Sein 1933 gemaltes Bild Fuchstobel im Schnee wurde vom bayerischen Ministerpräsidenten Ludwig Siebert für die Weihnachtsausstellung „Kunst für alle“ (München, 1935) angekauft. Es befindet sich im Bestand der Bayerischen Staatsgemäldesammlungen in der Pinakothek der Moderne, wird aber (Stand Mai 2020) nicht ausgestellt.
Später folgte im Rahmen der Großen Deutschen Kunstausstellung 1937 im Haus der Deutschen Kunst in München das Bild Am Anfang war das Wort, das zu den „bekanntesten Darstellungen Hitlers als Redner“ gehört. Gemeinsam mit rund 400 weiteren Kunstwerken aus der NS-Zeit, die als „politisch aufgeladen“ gelten, befindet es sich weiterhin im Besitz der U.S. Army. Zum grundsätzlichen Hintergrund und zur dargestellten Szene des Bildes, das die Maße 191,8 cm × 270,5 cm aufweist, schrieb Marlies Schmidt:

„Hermann Otto Hoyer rückte die Formierung der NS-Bewegung unter Hitler mit einer Titelgebung, die den Anfangssatz des Johannes-Evangeliums zitierte […], in eine metaphysische Ebene. Hitler erscheint vor einer Gruppe von Zuhörern in der Pose des Orators, des Sehers und Wegweisers, die in den Zwanzigerjahren auch verbindlich für den Typus der Lenindarstellungen in Sowjetrussland entwickelt worden war.“

Bei der Ausstellung „Deutsche Künstler und die SS“ 1944 in Breslau war Hoyer mit einem Porträt von Theodor Eicke vertreten.
Für die gut zehn Monate dauernde Ausstellung „Auf Messers Schneide“ der Charité über Ferdinand Sauerbruch von Ende März 2019 bis Anfang Februar 2020 wurde Hoyers 1922 gemaltes Bild Ferdinand Sauerbruch bei einer Brustwand-Operation als Motiv für die Vorderseite des sechsseitigen Flyers ausgewählt.

## Rezeption
Im Rahmen der 2016 durchgeführten Ausstellung „Artige Kunst“, bei der „erwünschte Kunst im Nationalsozialismus“ mit „entarteter Kunst“ kontrastiert wurde, urteilte Sabine Oelze für die Deutsche Welle, dass die „Kunst des Nazi-Regimes“ stilistisch „weit hinter den Strömungen der Zeit“ zurückliege und „Künstler wie Hermann Otto Hoyer auf einen plumpen und verfälschenden Realismus“ zurückgriffen. Zudem würden Bilder wie das Bauernmahl die „verlogene Bildsprache der Nationalsozialisten“ zeigen, die „nichts mit der Realität der Zeit zu tun“ habe. Bei der taz hieß es, dass ländliche Idyllen wie von Hoyer „gar nicht offen propagandistisch“ seien. Michael Meyer (Märkische Allgemeine Zeitung) nannte das Bild eine „bürgerlich naiv inszenierte Dorfidylle“.
Gut zwei Jahre später diente Hoyers Bauernmahl im Rahmen der Ausstellung „Konstruktion der Welt – Kunst und Ökonomie – 1919 bis 1939 und 2008 bis 2018“ in der Kunsthalle Mannheim selbst als Kontrast: Das „Drittes-Reich-taugliche Bauernmahl“ wurde der „kleinbürgerliche(n) Familienidylle eines stalinistischen Kommandanten“ von Wladimir Wassiljew „spielverderberisch zugesellt“.

## Ausstellungen (Auswahl)
- Kunst für alle, München 1935, mit Fuchstobel im Schnee
- Große Deutsche Kunstausstellung, München 1937, mit Am Anfang war das Wort[22]
- Große Deutsche Kunstausstellung, München 1938, mit Vor der Mahd[23] und Nach dem Mahle[24]
- Große Deutsche Kunstausstellung, München 1940, mit Bauernmahl[25]
- „Deutsche Künstler und die SS“, Breslau 1944, mit einem Porträt von Theodor Eicke
- „Kunst und Propaganda im Streit der Nationen 1930–1945“, Deutsches Historisches Museum Berlin 2007, mit Braunhemd im Straßenkampf[26]
- „Artige Kunst“, Bochum 2016, mit Bauernmahl (später auch Rostock und Regensburg)[20]
- Konstruktion der Welt – Kunst und Ökonomie – 1919 bis 1939 und 2008 bis 2018, Mannheim 2018, mit Bauernmahl

## Bilder (Auswahl)
- Ferdinand Sauerbruch bei einer Brustwand-Operation, 1922
- Der SA-Mann
- Fuchstobel im Schnee, 1933[10]
- Braunhemd im Straßenkampf, 1934[27]
- Bauernmahl, 1935
- Am Anfang war das Wort, ca. 1937, United States Holocaust Memorial Museum[13]

## Publikationen
- Feldgrau auf Flucht. Selbstverlag, o. J.